# Aire d'attraction de Saint-Denis
L'aire d'attraction de Saint-Denis est un zonage d'étude défini par l'Insee pour caractériser l'influence de la commune de Saint-Denis sur les communes environnantes. Publiée en octobre 2020, elle se substitue à l'aire urbaine de Saint-Denis, qui comportait 3 communes dans le zonage de 2010.

### Carte

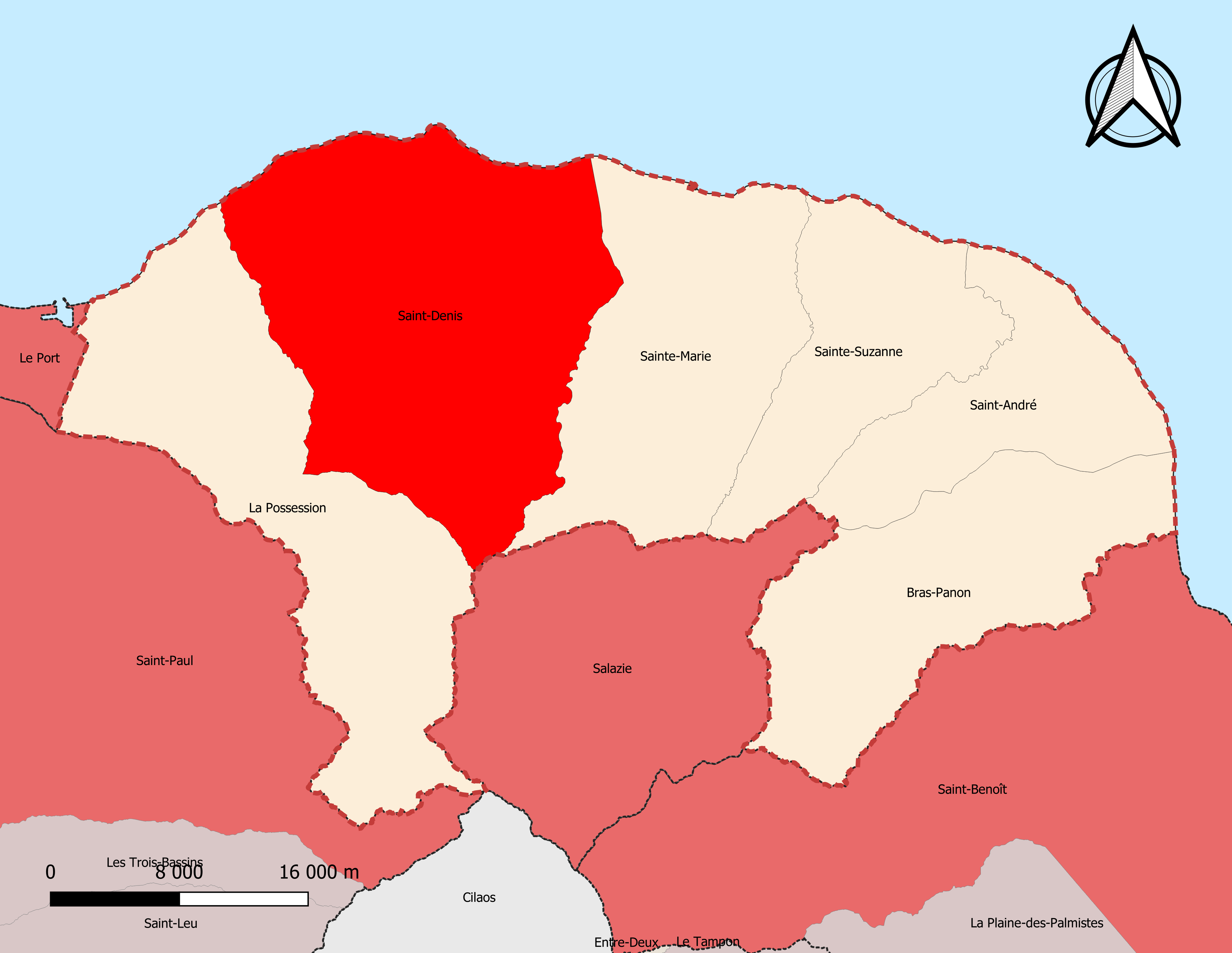
Carte de l'aire d'attraction de Saint-Denis.
Commune-centre
Commune de la couronne

## Définition
L'aire d'attraction d'une ville est composée d'un pôle, défini à partir de critères de population et d'emploi ainsi que d'une couronne constituée des communes dont au moins 15 % des actifs travaillent dans le pôle. Le pôle d'attraction constitue ainsi un point de convergence des déplacements domicile-travail,.

## Géographie
L'aire d'attraction de Saint-Denis est une aire intra-départementale qui comporte 6 communes dans La Réunion. 

### Composition communale
| Nom            | Code Insee | Département | Statut                 | Superficie (km2) | Population (dernière pop. légale) | Densité (hab./km2) | Modifier                                    |
| -------------- | ---------- | ----------- | ---------------------- | ---------------- | --------------------------------- | ------------------ | ------------------------------------------- |
| Bras-Panon     | 97402      | La Réunion  | commune de la couronne | 88,55            | 13 131 (2022)                     | 148                | modifier les données · modifier les données |
| La Possession  | 97408      | La Réunion  | commune de la couronne | 118,35           | 36 390 (2022)                     | 307                | modifier les données · modifier les données |
| Saint-André    | 97409      | La Réunion  | commune de la couronne | 53,07            | 57 546 (2022)                     | 1 084              | modifier les données · modifier les données |
| Saint-Denis    | 97411      | La Réunion  | commune-centre         | 142,79           | 156 149 (2022)                    | 1 094              | modifier les données · modifier les données |
| Sainte-Marie   | 97418      | La Réunion  | commune de la couronne | 87,21            | 35 584 (2022)                     | 408                | modifier les données · modifier les données |
| Sainte-Suzanne | 97420      | La Réunion  | commune de la couronne | 57,84            | 24 855 (2022)                     | 430                | modifier les données · modifier les données |

## Démographie
Cette aire est catégorisée dans les aires de 200 000 à moins de 700 000 habitants, une catégorie qui regroupe 23,6 % de la population au niveau national.